# Дом Гортинских
Дом Гортинских — памятник истории вновь выявленный в Чернигове. Сейчас в здании размещается Черниговская областная стоматологическая поликлиника.

## История
Приказом Главного управления культуры туризма и охраны культурного наследия Черниговской областной государственной администрации от 24.10.2011 № 217  присвоен статус памятник истории вновь выявленный под охранным № 8124 под названием Дом дворянской семьи Гортинских. Здание расположено в «комплексной охранной зоне памятников исторического центра города», согласно правилам застройки и использования территории. Не имеет собственной «территории памятника», не установлена информационная доска.

## Описание
Современный дом № 19 изначально представлял из себя два отдельно стоящих дома. Оба кирпичные, 2-этажные дома, Г-образные в плане. Торцы завершаются фронтонами с окнами. Обе секции дома симметричные, что подчёркивают боковые ризалиты, увенчанные аттиком. Над входными дверями располагаются фронтоны. Окна восточной секции увенчаны сандриками: 1-го этажа — лучковыми, 2-го этажа — прямыми. Правый ризалит западной секции дома имеет балкон на втором этаже. Фасад здания повёрнут на юго-восток к Магистратской улице. 
В преддверии освобождения города 19 сентября 1943 года дома были сожжены. Один из домов был отстроен в 1946 году, другой — в 1948 году. Со временем, в 1958 году была сооружена двухэтажная галерея — пространство между двумя домами застроили, объединив в единое здание.

Западная секция
Восточная секция
Дворовой фасад

В начале 1860-х годов Василий Стефанович Гортинский, принадлежавший к дворянскому роду из Могилёвской губернии, приобрёл у статского советника Николая Салича дом, который находился при спуске в направлении Лесковицы («находящийся в г. Чернигове 2 части 3 квартала под № 527 при спуске, идущем из города на Лесковицу и к Троицкому монастырю»). В начале 1850-х годов Василий Стефанович занимал должность Черниговского губернского врачебного инспектора. Василий Стефанович был женат на Александре Михайловне Лагоде (1833 г.р.), у них было четверо детей: сыновья Пётр (1857) и Василий (1859), дочери Мария (1854) и Ольга (1855).
Младшая дочь Ольга окончила Черниговскую женскую гимназию, затем училась в Петербурге и в университете Женевы на факультете естественных наук. Как и старший брат, брала участие в народовольческом движении. В 1884 году, после ссылки Петра в Енисейский край, Ольга вернулась в Чернигов, поддерживала и помогала отцу до его смерти. 26 апреля 1889 года умер Василий Стефанович, а Ольга переезжает в Катеринославскую губернию.
У Василия Стефановича были младший брат Александр (1823) и сёстры Мирария (1814) и Юлия (1813). У Мирарии не было собственной семьи и жила она вместе семьёй Василия Стефановича. Она умерла спустя пару месяцев после брата. Юлия вышла замуж за Устима Дейшу, который служил в почтовом ведомстве города Ржев, и в их семьи родилась дочь Вера, которая со временем стала женой писателя М. М. Коцюбинского. В 1876 году после смерти мужа Юлия вернулась в Чернигов и поселилась в доме напротив усадьбы Гортинских. Юлия занимала должность начальника Черниговского епархиального женского училища.
Племянник Василия Стефановича — Александр Александрович Гортинский был последним владельцем усадьбы. В 1907 году Александр Александрович был избран гласным Черниговской уездной земской управы от дворянства, а в октябре того е года — членом управы. В одном из домов усадьбы размещалось страховое отделение Черниговского губернского земства.
После Октябрьской революции, в 1917 году дом был национализирован, который использовался под жильё и частично под музей революции. Бывшие владельцы усадьбы жили в доме жены Александра Александровича Зинаиды Васильевны. До марта 1920 года в домах усадьбы были расположены губернское отделение охраны здоровья и 165-й стрелецкий пехотный полк, также в этом году — только что созданное Черниговское землемерное училище. В сентябре 1920 года в одном из домов разместилась Третья советская типография. Решением губисполкома в домах была размещена рабочая поликлиника, а с 1 мая 1923 года один из домов занял Музей культов и Этнографический музей. В 1923 году в доме разместился Санитарно-бактериологический институт, а с 1926 года занимал уже два дома усадьбы.
В доме в период 1926-1941 годы был расположен Санитарно-бактериологический институт. Во время Великой Отечественной войны два дома 24 августа 1941 года были повреждены вследствие бомбардировки немецко-фашистской авиацией, но после ремонта работа института возобновилась. В преддверии освобождения города 19 сентября 1943 года дома были сожжены венгерско-фашистской военной частью, которая размещалась здесь за несколько дней до этих событий.
В послевоенные годы усадьба Гортинских была восстановлена. В одном из домов, отстроенном в 1946 году, разместился городской комитет партии, в другом, отстроенном в 1948 году — партийный кабинет и горком комсомола. В 1957 году помещения были переданы городской детской больнице. Со временем, в 1958 году была сооружена двухэтажная галерея — пространство между двумя домами застроили, объединив в единое здание. После сооружения нового комплекса детской больницы, в 1973 году в здании разместилась областная стоматологическая поликлиника.
Сейчас в здании размещается областная стоматологическая поликлиника.